# Leptadeniinae
Leptadeniinae es una subtribu de plantas  perteneciente a la familia Apocynaceae (orden Gentianales).  Esta subtribu tiene los siguientes géneros.

## Géneros
- Conomitra Fenzl
- Leptadenia R. Br.
- Orthanthera Wight
- Pentasachme Wall. ex Wight, orth. var. = Pentasacme Wall. ex Wight
- Pentasacme Wall. ex Wight
- Spiladocorys Ridl. = Pentasacme Wall. ex Wight